# 元台镇
元台镇，是中华人民共和国辽宁省大連市瓦房店市下辖的一个乡镇级行政单位。

## 行政区划
元台镇下辖以下地区：
前元社区、八家村、二陶村、大王村、田家村、吴窑村、何屯村、后元村、潘屯村、陶家村和利兴村。